# Mont Vunda
Mont Vunda är ett berg i Kongo-Kinshasa. Det ligger i provinsen Kongo-Central, i den västra delen av landet, 190 km sydväst om huvudstaden Kinshasa. Toppen på Mont Vunda är 725 meter över havet. Enligt bakongos sägner grundade den förste kungen av Kongoriket, Lukeni lua Nimi, sin huvudstad på mont Vunda genom att fylla igen en sjö.